# 보니 (가수)
보니(Boni, 본명: 신보경, 1986년 9월 14일 ~ )는 대한민국의 가수이다.

2006년 015B 7집 《Lucky 7》 객원보컬로 참여하여 대중에 알려졌으며, 2010년 3월 미니앨범 《Nu One》을 발매하였다.

2010년 7월 《남자의 자격》 - 남자, 그리고 하모니 편 - 에 출연하여 합창단 알토 파트로 활동하며 과거 015B의 객원보컬이었던 사실이 다시 화제가 되었으며,
2010년 12월에는 《남자의 자격》 - 송년의 밤 편 - 에 출연하여 노래자랑 코너에서 휘트니 휴스턴의 I Will Always Love You를 열창, 출연진들의 기립박수를 받는 등 합창단에서는 볼 수 없었던 뛰어난 가창력을 선보여 방송 후 큰 화제가 되었다. 

2010년 10월 1일 홍대 앞 《V-HALL》에서 첫 콘서트를 열었다.

## 작품 활동

### 발매 앨범
1st Mini Album : Nu One
발매일 : 2010년 3월 23일
1. NU ONE (Feat. Verbal Jint) 3:53
2. 너를 보내도 4:16
3. BONI GET STARTED 3:09
4. RESQ ME 3:55
5. HOT SOUP 3:13
6. PRELUDE TO GO AROUND 1:35
7. GO AROUND (ENGLISH VER.) 4:29

2nd Mini Album : 1990
발매일 : 2010년 12월 15일
1. 1990 2:17
2. 무엇이라도 4:20
3. 어제도 오늘도 내일도 5:39
4. 연인 4:02
5. 너뿐이야 (Day & Night) 3:01
6. 기다릴게 3:55
7. 어제도 오늘도 내일도 (Radio Edit) 4:33

정규 1집 :   [LOVE]

발매일 : 2015년 5월 18일
1. Umm 3:26
2. 글쎄  4:21
3. One In  A Million 4:22
4. With You 4:34
5. 밀당 4:02
6. 잠시 길을 잃다 Part 2 4:22
7. 똥차라도 괜찮아 4:34
8. Stalk You 3:51
9. 위험해 (Feat. 샛별)  4:32
10. Push  3:57
11. Strawberry 4:04
12. I Love You 4:52

정규 2집 : 신 보 경

발매일 : 2018년 11월 30일
1. me my self and I am the Oecan 4:03
2. Sunset Romance (Feat. Damye) 4:24
3. Kite and Line (Feat. Blueny of OuiOui) 3:50
4. 4cm (Feat. Wilcox) 3:37
5. 데려가줘 3:19
6. purr 02:22
7. 꿈갈피 (Don't Wake Me) 3:31
8. 밤밤밤 (2:30 am) 3:11
9. 12단지 3:34
10. Everything 3:52

싱글 : By My Side
발매일 : 2011년 5월 19일
1. By My Side

싱글 : 아파
발매일 : 2011년 7월 27일
1. 아파

싱글 : The First Noel
발매일 : 2011년 12월 15일
1. The First Noel (Guitar Ver.)
2. The First Noel (Piano Ver.)

싱글 : 27살
발매일 : 2012년 7월 6일
1. 27살
2. 27살 (Emotianal Ver.)

싱글 : 미안해서 그래
발매일 : 2014년 2월 11일
1. 미안해서 그래
2. Girls Talk (Feat. 샛별)
3. Distant Lover (Feat. 화지)  
 싱글 : Push

발매일 : 2014년 11월 26일
1. Push

싱글 :  I Love You

발매일 : 2014년 12월 16일
1. I Love You

싱글 : 너였어

발매일 : 2016년 7월 20일
1. 너였어

싱글 : Holiday

발매일 : 2016년 9월 20일
1. Holiday

싱글 : 3(Three)

발매일 : 2016년 11월 2일
1. 3(Three)

싱글 : Episode

발매일 : 2017년 2월 13일
1. Episode

싱글 :  4cm

발매일 : 2018년 4월 20일
1. 4cm (Feat. Wilcox)

싱글 :  밤밤밤 (2:30 am)

발매일: 2018년 7월 18일
1. 밤밤밤 (2:30 am)

싱글 : 데려가줘

발매일: 2018년 10월 17일
1. 데려가줘

### 참여 앨범
- 015B 7집 - 《Lucky 7》(2006)

Track 4 : 잠시 길을 잃다
- Answer 1집 -《Rising》(2009)

Track 10 : Ride (Feat. 신보경)
- 지아이디어 - 《Summer Crush Dance》(2009)

Summer Crush Dance (Feat. 신보경)
- Soulman - 《Let`s Get Started》(2010)

Let`s Get Started (Feat. Boni & Young`N)
- 소울사이어티(SoulCiety) - 《Coming Home》 (2010)

Track 1 : Coming Home
Track 3 : Coming Home (English Ver.)
- 팔로알토 & 이보(Paloalto & Evo) - Behind The Scenes (2012)

Track 7 : Get Yours (Feat. Boni).mp3

### 컴필레이션 앨범
- 《Found Tracks Vol.2》(2010)

Track 5 : Nu One (Feat. 버벌진트)

### 콘서트
- I am Boni 《홍대 V-Hall》 - 2010년 10월 1일
- Curtain Call 《삼성동 백암아트홀》 - 2011년 5월 27일
- Boni in White Day 《KT＆G 상상마당 라이브홀》 - 2014년 3월 14일
- Boni In Veloso  《홍대 벨로주》 - 2014년 6월 14일
- With You 《KT＆G 상상마당 라이브홀》 2015년 7월 11일
- LABEL WORKS 인플래닛 공연 《폼텍웍스홀》 2015년 8월 7일, 8일
- 인플래닛 레이블콘서트 With 쿠마파크 《무브홀》 2017년 8월 26일
- 보니, 월콕스, 위위 소극장콘서트 # departure 《홍대 벨로주》 2018년 8월 11일
- 보니 정규 2집 쇼케이스 <신보경> 《홍대 벨로주》 2018년 12월 1일

## 방송 활동
- KBS2 - 《스타골든벨》

제242회 (2009년 6월 27일)
- MBC 표준FM - 《별이 빛나는 밤에》

일요일 - 이 노래, 괜찮다~ (2010년 6월 13일 ~ 2010년 11월 14일, 고정 게스트)
- KBS2 - 《남자의 자격 - 죽기 전에 해야 할 101가지》

남자, 그리고 하모니 편 (2010년 7월 11일 ~ 2010년 9월 26일)
송년의 밤 (2010년 12월 19일 ~ 2010년 12월 26일)
- iTV FM - 《이상미의 러브셰이크》

## 수상 내역
- 2012년 제9회 한국대중음악상 최우수 알앤비 & 소울 앨범 수상 [1990]
- 2012년 제2회 리드머 어워드 올해의 알앤비/소울 앨범 수상 [1990]